# Hubert Zemler
Hubert Zemler (ur. 8 września 1980 w Warszawie) – polski perkusista, kompozytor i producent muzyczny.

## Nagrody
- 1999: Grand Prix z zespołem Galaxy na festiwalu „Jazz nad Odrą”[1]
- 2000: Grand Prix z triem Jana Smoczyńskiego oraz nagroda indywidualną na festiwalu „Jazz Juniors”[1]
- 2009: brązowy medal w kategorii „perkusja solo” na Międzynarodowych Igrzyskach Delfickich(inne języki) w Korei Południowej[1]

## Dyskografia
- 2011: album muzyczny Moped[1]
- 2014: album muzyczny Gostak & Doshes[1]
- 2016: album muzyczny Pupation of Dissonance[1]
- 2017: album muzyczny Melatony [3]
- 2018: album muzyczny Groove 8[3]
- 2018: album muzyczny Kreatura[3]
- 2019: album muzyczny Zemiter[3]
- 2019: album muzyczny Obertasy[3]